# 悅般
悦般（中古汉语：*/jiuᴇt̚-pˠan/ < 东汉汉语：*/jyat-pɑn/）是北魏時一個西域國家，最初在龜茲以北游牧，其后活动于乌孙西北（大約在今日哈萨克斯坦的七河地區），是北匈奴残部的后裔。窦宪打败又西走的无名號北單于，悦般为这位北單于所带领的部落中老弱者的后裔，而北單于本人则率领另一部逃入康居。周學鋒认为，根據《魏書·西域傳·悅般傳》的記載，悅般在西域活動的時間應該不長。有關悅般的記載始於北魏太武帝太廷三年（437），董琬、高明出使西域，最後的記載在北魏太武帝太平真君九年（448），前後大約12年。但其历史却可追溯到东汉时期。
悦般是在匈奴解体之后出现的，受粟特文化影响强烈。约480年代，悦般分裂为4支楚河流域部落：處月、處密、處木昆、處半。
處月后来和古突厥合流，形成了西突厥汗国沙陀部。沙陀部首领李存勖建立了后唐，同时沙陀部的残余可能投奔了现代蒙古境内的蒙古语族群塔塔儿部，形成鞑靼人的汪古部或“白鞑靼”。
處木昆部可能与基马克汗国有关。

## 身份与位置
尤里·阿列克谢耶维奇·祖耶夫将“悅般”的原读音构拟为*Örpen ~ Ürpen，可以与鄂尔浑碑铭中的地名Örpün对应。Zuev还比较了*Örpen ~ Ürpen和7世纪位于额尔齐斯河上游支流的咽麫（中古汉语 *iet-mien < *ermen ~ örmen？）。同时，Vladimir Tishin认为“咽麫”（< LMC *ʔjianˊ-mjianˋ < EMC *ʔɛnH-mjianH < *Emän）与處木昆部的咽城及额敏河的名称有关。
Gumilyov进一步将悦般和“六州粟特”（Altï Čub Soğdak）联系在一起。同时，Sergey Klyashtorny认为“六州粟特”即是679年唐以降突厥为基础建立的粟特人为主的六胡州：魯州、麗州、含（或舍）州、塞州、依州、契州“原先是臣服于东突厥人的粟特人”。后来，阙特勤碑文中提到，六州粟特成为了后突厥汗国的敌人，701年被毗伽可汗征服。六州也曾起义反唐，直到722年唐军将其降服。

## 语言习俗
据《魏书·悦般传》，悦般人的语言习俗与突厥语族群高车相近。悦般人会剪头发，并在毛发上涂上酥油，每天饭前都会洗澡。

## 历史

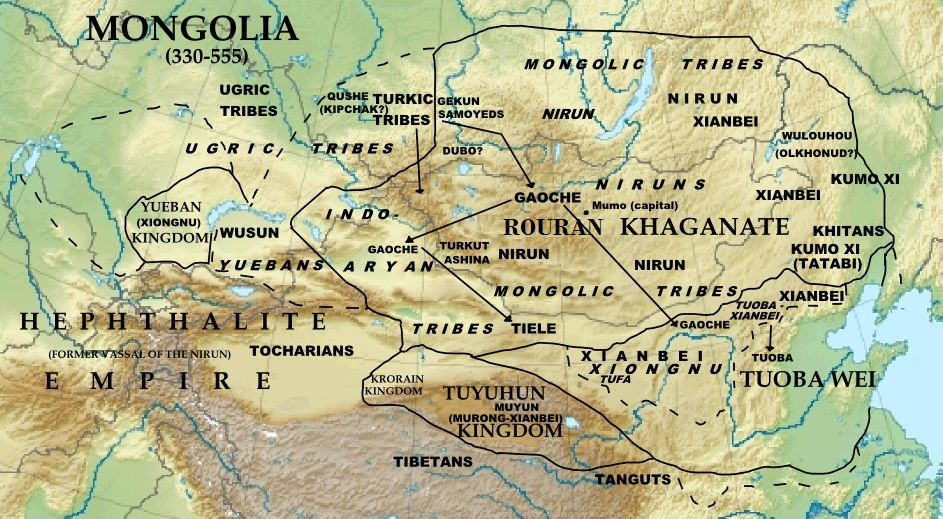
柔然和悦般

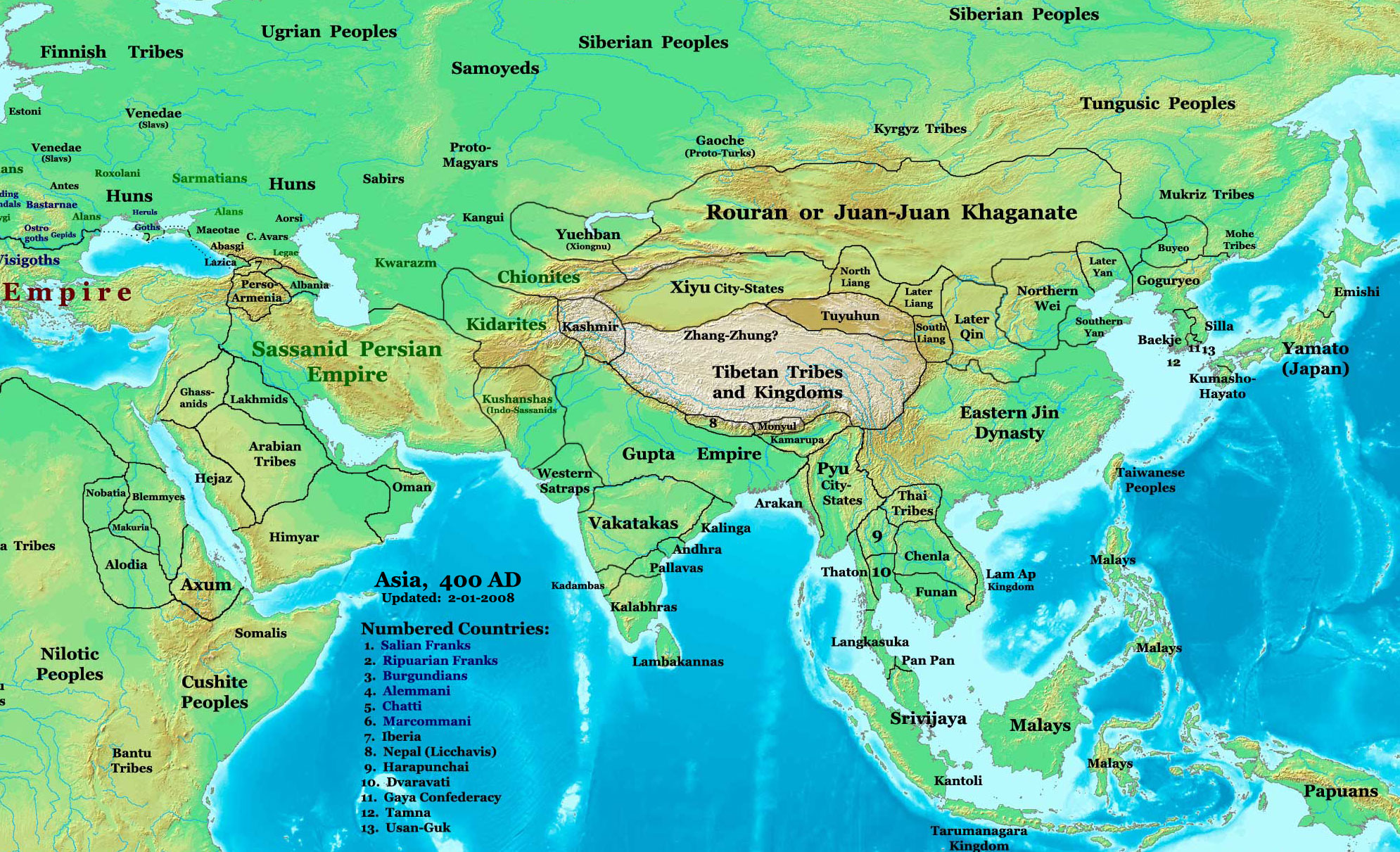
悅般(Yueban)和匈尼特人(Chionites)出现在公元 400 年的亚洲

155年到166年之间，匈奴的前附庸——鲜卑在檀石槐的领导下联合起来对北匈奴进行了一系列战争，最终打败并迫使他们西迁（93-约380），直到南西伯利亚和中亚地区。
这次战败终结了匈奴在内亚的强势地位。檀石槐将匈奴从准葛尔盆地驱逐出塔尔巴哈台山，将丁零赶出萨彦岭。这次失败使匈奴不再能从途经西域的丝绸之路上获得收入，迫使他们寻找新的附属地。
悦般作为匈奴残部利用邻近的Uar人（与嚈哒和/或入侵了东欧的“阿瓦尔人”有关）并入侵了哲别，并建立了悦般。后来一些Uar人回到哲别，并与鲜卑靺鞨部合作，在2世纪占领了天山坡地，在一段时间内作为西鲜卑部落保持了独立。
七河流域也分布着阿兹人（分布在碎叶城和乌兹根之间）和葛逻禄踏实力部。他们有时被认为和Asii人或吐火罗人有关：他们是6个世纪前征服了巴克特里亚的印欧人，后来建立了贵霜帝国。据波斯史学家葛尔迪齐所说，Azi和Tuhsi，还有哈拉吉人都是突骑施的后裔。喀喇汗国语言学家麻赫穆德·喀什噶里将Tuhsi描述为一个只讲突厥语的人组成的王朝部落。这可能表明这些印欧人经历了“突厥化”，发生了语言替换。Azi 也被认为说叶尼塞语系语言，因为瓦西里·弗拉基米洛维奇·巴托尔德注意到古突厥语 𐰔 Az 和说一种已经灭绝的科特语方言的民族的内名Assan之间的相似性。
柔然在五世紀上半葉入主漠北，繼而攻打西域諸國。位於柔然西面的悦般曾經與柔然結好，並可能合作逐走烏孫。烏孫西遷後，兩國瓜分烏孫的土地，悅般遷入烏孫故土，位於烏孫西北。後來柔然與悅般反目，屢次交戰，時間在柔然大檀可汗（414－429）在位期間。
北魏太武帝希望聯合悅般夾擊柔然，太廷三年（437）董琬、高明出使西域期間可能曾經會晤悅般王。太平真君九年（448），悅般遺使北魏求援，希望東西合擊柔然。若悦般从西边施压，柔然便会失去周旋的余地。柔然處可汗吐賀真（444－464）因此喪失了鄯善、焉耆，其後的反攻卻成功奪回焉耆，繼而滅高昌沮渠氏政權，以十分忠於柔然的闞伯周為高昌王，高昌成了柔然的傀儡政權。柔然沒有停止侵擾悅般，悅般隨後西遷歐洲，估計是被柔然迫走。
487年，铁勒从柔然中分裂出来，并在5世纪末袭击了悦般。悦般很快分裂为4支部落，分别是處月、處密、處木昆、處半。后来嚈哒征服了铁勒（495-496），柔然又在530年代打败了铁勒。最终在551年，突厥作为柔然的附庸再次平定了铁勒的反叛。
这4支部落是突厥汗国的主要组成部分。在突厥汗国解体后，處木昆变为咄陆部，處半分为西突厥汗国“十箭”之一的咄陆部和弩失毕部。后来處月部和古突厥后裔混合为巴里坤湖以西的南准噶尔地区的沙陀部。
一名8世纪藏族地理学家提到了阿尔泰以南的处木混人是Ibilkur人，并将他们与曲律-屈出律（Külüg-Külchur）相联系。他们是唯一一个在8世纪中叶还保持独立的楚河部落，夹在葛逻禄和突骑施中间。其领地位于塔尔巴哈台山西侧。汉语文献将*Külüg čor（[屈]律啜）领导的處木昆列为十箭咄陆五姓中的一个。
列夫·古米廖夫基于对悦般历史的重建，驳斥了当时流行的柔然与“阿瓦尔人”或“伪阿瓦尔人”（入侵东欧前先袭击了萨比尔人）相同说，因为柔然要想袭击萨比尔人，必须先经过悦般。

## 《悦般传》
以下为《魏书·西域傳·悦般传》的记载：
悦般国，在乌孙西北，去代一万九百三十里。其先，匈奴北单于之部落也。为汉车骑将军窦宪所逐，北单于度金微山，西走康居，其羸弱不能去者，住龟兹北。地方数千里，众可二十余万。凉州人犹谓之"单于王"。其风俗言语与高车同，而其人清洁于胡。俗剪发齐眉，以醍醐涂之，昱昱然光泽，日三澡漱，然后饮食。其国南界有火山，山傍石皆焦溶，流地数十里乃凝坚，人取为药，即石流黄也。

與蠕蠕結好，其王嘗將數千人入蠕蠕國，欲與大檀相見。入其界百餘里，見其部人不浣衣，不絆髮，不洗手，婦人舌舐器物，王謂其從臣曰：「汝曹誑我入此狗國中！」乃馳還。大檀遣騎追之不及，自是相仇讎，數相征討。真君九年，遣使朝獻。并送幻人，稱能割人喉脉令斷，擊人頭令骨陷，皆血出或數升或盈斗，以草藥內其口中，令嚼咽之，須臾血止，養瘡一月復常，又無痕瘢。世祖疑其虛，乃取死罪囚試之，皆驗。云中國諸名山皆有此草，乃使人受其術而厚遇之。又言其國有大術者，蠕蠕來抄掠，術人能作霖雨狂風大雪及行潦，蠕蠕凍死漂亡者十二三。是歲再遣使朝貢，求與官軍東西齊契討蠕蠕。世祖嘉其意，命中外諸軍戒嚴，以淮南王他為前鋒，襲蠕蠕。仍詔有司以其鼓舞之節施於樂府。自後每使貢獻。
 — 魏收， 魏书·卷一百二·西域傳·悦般传
- 《悅般传》的“匈奴北单于之部落”指出悅般人祖先为北匈奴部落的后裔。
- 《悅般传》的“汉车骑将军窦宪所逐”说明事件发生于公元89年、91年窦宪在稽洛山、金微山两次击败北匈奴的一系列战争。[5]
- 《悅般传》的“北单于度金微山”指出北匈奴战败后，西迁的路线曾越过阿尔泰山（即金微山或金山）。[5]
- 《悅般传》的“西走康居”指出北匈奴越过阿尔泰山后，一路西迁至葱岭以西的康居，但《后汉书》的《袁安传》与《南匈奴传》则记载北匈奴战败后一路西迁至乌孙。[51]
- 《悅般传》的“住龟兹北”与“在乌孙西北”前后矛盾，齐思和认为“住龟兹北”的龟兹为乌孙之误；余太山则认为悦般人祖先在东汉时期的居住地在龟兹以北，后来才迁至乌孙西北。[5]
- 《悅般传》的“羸弱不能去者”中的羸弱刘学铫解释为“老弱或不愿西迁”的部落。[4]

## 宗教信仰与魔术
虽然汉语文献中描述了一些宗教仪式和魔法的表现，但没有任何记载涉及悦般的宗教。关于悦般人的叙述提到了巫师，他们能引起霜冻和暴雨。在与柔然的战争中，处半的巫师对他们发动了一场暴风雪，使柔然人被冻伤，不得不撤退。后来，关于阿瓦尔人巫师在与法兰克人的战争中，和乃蛮与成吉思汗的战争中，都有类似的传说。
信仰摩尼教的熾俟部后裔沙陀部后来建立了后唐（923-936）。沙陀部有着占主导地位的龙崇拜。后唐的建立者李克用也来自龙部。编年史甚至指出，沙陀人会在雷山龙门“循北人之俗”祈祷拜祭。后唐一度成为了佛教和道教的保护者，那时建成的寺庙有很多后来被拆除了。

## 族属争议
《魏書》、《北史》載有少量悅般的資料，之後悅般再沒有出現在任何史籍上。國內外學者對悅般的起源看法不一。

### 北匈奴说
中國社會科學院學者余太山在著作《嚈噠史研究》指出悅般可能屬於北匈奴其中一個部落。

### 嚈噠或白匈奴说
日本學者松田壽男在《古代天山歷史地理學研究》提出悅般應是嚈噠人。

### 貴霜或大月氏说
中國學者周學鋒認為悅般是被嚈噠滅國後四處流徙的貴霜人。并假设他们操阿爾泰語系突厥語。

## 后裔以及东欧阿瓦尔人的祖先
悅般被認為與黑汗王朝中的樣磨有關，另一说他们是阿瓦尔人祖先。西方汉学家庄延龄分析悅般及阿瓦爾的族名，認為兩者有所聯繫。哈薩克人認為大玉茲中的阿勒班是悅般後代。

## 遗产
處月常被认为后来演变成了熾俟部（Čigil），是一支中古突厥语部落，喀喇汗国语言学家麻赫穆德·喀什噶里将其描述为“反对鲁姆人”的部落。Atwood (2010）则对此表示怀疑，指出處月在语音上与西部裕固语中的Chunghyl“骨头”相近。
處密可能可以对应Čömül，是另一支反对罗姆人、说中古突厥语的部落，他们还有自己的土语。（阿拉伯语 رَطَانَة‎ raṭāna）。
古米廖夫认为，處木昆可能组成了基马克汗国（743-1050）的一部分。Gardizi（？-1061）列出了基马克汗国的七部：Imi、基马克、鞑靼人、伯颜都儿、钦察、Lanikaz和Ajlad人。后来，處木昆和钦察可能都参与了库曼人的形成。

## 延伸阅读
[在维基数据编辑]
 《欽定古今圖書集成·方輿彙編·邊裔典·悅般部》，出自陈梦雷《古今圖書集成》
 《魏書·卷102》，出自魏收《魏书》
 《北史·卷097》，出自李延壽《北史》